# گوسوو-پلاتکوو
گوسوو-پلاتکوو (به آلمانی: Gusow-Platkow) یک شهر در آلمان است که در مرکیش-اودرلند واقع شده‌است. گوسوو-پلاتکوو ۱٬۳۸۴ نفر جمعیت دارد.